# 市瀬敬三郎
市瀬 敬三郎（いちのせ けいさぶろう、1872年1月29日（明治4年12月20日） - 1918年（大正7年）8月22日）は、大日本帝国陸軍軍人。最終階級は陸軍少将。功四級。

## 経歴・人物
市瀬亨介の三男として兵庫県に生まれる。兄に内務省土木局技師などを歴任した市瀬恭次郎がいる。
1892年（明治25年）陸軍士官学校第3期卒業。1901年（明治34年）陸軍大学校第15期卒業。日露戦争では第3師団参謀を務めた。
1912年（大正元年）9月に陸軍歩兵大佐・本郷連隊区司令官、1913年（大正2年）8月に歩兵第1連隊長、1916年（大正5年）8月に第6師団参謀長を経て、1917年（大正6年）8月に陸軍少将・歩兵第22旅団長に任官。翌年、在官中に没した。

## 栄典
- 1917年（大正6年）8月30日 - 正五位[5]

## 親族
- 長兄：市瀬禎太郎（教育者）
- 次兄：市瀬恭次郎（土木工学者）